# مورنینگسید، داکوتای جنوبی
مورنینگسید(به انگلیسی: Morningside) شهری در ایالت داکوتای جنوبی کشور ایالات متحده آمریکا است که جمعیت آن در سرشماری سال ۲۰۱۰ میلادی، ۱۰۵ نفر بوده‌است.